# Лапінський Віталій Васильович
Віта́лій Васи́льович Лапі́нський (нар. 14 грудня 1951 року, Миколаїв) — педагог, кандидат фізико-математичних наук, доцент кафедри цифрових технологій навчання, провідний науковий співробітник відділу математичної та інформатичної освіти, Відмінник освіти України (1996), співавтор підручників з інформатики.

## Біографічні дані
Народився 14 грудня 1951 року в Миколаєві.
У 1969 році закінчив середню школу № 3 у Переяславі-Хмельницькому. У 1974 році закінчив Київський державний педагогічний інститут ім. О. М. Горького.
До 1978 року працював вчителем фізики, математики і креслення у школі-інтернаті № 6 у Києві.
З 1978 по 1988 рік був старшим науковим співробітником КДПІ імені О.М. Горького. З 1992 року — був старшим викладачем кафедри основ інформатики та обчислювальної техніки НПУ імені М.П. Драгоманова. З 1993 року — доцентом кафедри основ інформатики та обчислювальної техніки НПУ.
З 2011 року — був завідувачем лабораторії навчання інформатики Інституту педагогіки НАПН України. З 2015 року — провідний науковий співробітник відділу математичної  та інформатичної освіти Інституту педагогіки НАПНУ.

## Наукова робота
До кола наукових інтересів вченого входять — комп'ютерно-орієнтоване навчальне середовище, теорія використання електронних засобів навчального призначення в навчальному процесі; термодинаміка, статистична (молекулярна) фізика, математичне моделювання, методика навчання інформатики, дидактика, електронні освітні ресурси.
З 2017 року — головний редактор журналу «Комп'ютер у школі та сім'ї».

## Нагороди
- Грамота МОН України (1991)
- Знак «Відмінник освіти України» (1996)[1]